# グタイピナコテカ
グタイピナコテカは、かつて大阪府大阪市に存在した、具体美術協会の活動拠点および美術館。

## 概要
1962年8月、具体美術協会の代表・吉原治良が中之島に設立した。建物は明治時代の土蔵を改修したものであり、具体の会員の作品展や個展など定期的に開催された。「グタイピナコテカ」の名は、具体美術協会を高く評価した評論家のミシェル・タピエによって名付けられ、「ピナコテカ」には「絵画館」、「画廊」の意味がある。
具体の作家以外にも、ルーチョ・フォンタナやジュゼッペ・カポグロッシ、サム・フランシスら海外作家の展示会も行われ、最先端の美術のある場として注目されていた。イサム・ノグチ、ジョン・ケージなど多くの著名人も訪れた。
1970年、阪神高速道路出入口建設のため閉館を余儀なくされた。吉原治良は翌年、代わりとなる「グタイミニピナコテカ」を開設し、「新グタイピナコテカ」の建設を計画していたが、1972年2月の急逝により実現することはなかった。